# نورثهامبتون الجنوبية (دائرة انتخابية في المملكة المتحدة)
نورثهامبتون الجنوبية (بالإنجليزية: Northampton South)‏ هي إحدى الدوائر الانتخابية في المملكة المتحدة الممثلة في مجلس العموم في برلمان المملكة المتحدة.
عضو البرلمان الذي يمثلها حالياً هو :Mr Brian Binley (Con).